# Kreuzkatalog
Ein Kreuzkatalog (auch Wörterbuchkatalog, engl. Dictionary Catalog) ist ein Bibliothekskatalog, der sowohl Autorennamen und Sachtitel (formale Erschließung) als auch Schlagworte (Sacherschließung) verzeichnet. Er ist eine Mischform der beiden konventionellen Zettelkataloge Alphabetischer Katalog (Verfassername, Sachtitel, evtl. Körperschaft) und Sachkatalog Schlagwortkatalog. Werke können in einem Kreuzkatalog also bis zu dreimal verzeichnet sein, nach Autor, Titel und Schlagwort. Stichwörter (Teile, keywords) aus dem Sachtitel können ebenfalls berücksichtigt werden.
Kreuzkataloge galten als besonders benutzerfreundlich, da sie keine Kenntnis der oft komplizierten Ansetzungsregeln voraussetzten. Mit dem Aufkommen elektronischer Kataloge (OPACs) wurden Kreuzkataloge überflüssig, da man hier verschiedene Suchkategorien kombinieren kann.
Ein Kreuzkatalog entspricht dem Kreuzregister im Buchwesen. 